# CD 누만시아
CD 누만시아(Club Deportivo Numancia de Soria)는 소리아를 연고로 하는 스페인의 스포츠 클럽이다. 이 클럽은 오늘날 소리아에 근접한 고대에 존재했던 켈티베리안의 도시인 누만티아를 따서 창단되었다. 이 클럽은 지난 1945년 4월 9일에 창단했다. 현재 4부 리그인 세군다 페데라시온에 참가하고 있으며, 1998-99 시즌을 3위로 마치며 구단 역사상 처음으로 1부 리그에 승격하였다. 이후 2008-09 시즌을 마지막으로 현재까지 하위 리그에 머물고 있다. 그 밖에 누만시아는 축구 뿐만 아니라, 배구, 여자 핸드볼, 리듬 체조 팀과 같은 타 종목 팀도 운영하고 있다.
이 클럽은 경기 시에 빨간색 셔츠와 파란색 반바지를 착용하며, 홈 구장인 누에보 에스타디오 로스 파하리토스는 8,261명을 수용할 수 있다.
오랜 기간 동안 테르세라 디비전에서 경기한 이 팀은 일관된 발전을 해왔고, 심지어 프리메라리가에서 경기하기도 했으나, 뛰어난 성적을 내지 못했다. 지난 세군다 디비시온 2007-08시즌에서 우승을 기록해, 2008-09 시즌부터 프리메라리가로 복귀한다. 누만시아는 2008-09시즌에 19위를 기록하며 단 1시즌만에 다시 세군다 디비시온으로 강등되었다.

## 선수 명단

### 현역
2008년 9월 2일 기준
참고: FIFA 자격 규정에 따라 소속된 국가대표팀 국기를 표시합니다. 선수는 복수의 FIFA 비회원국 국적을 가지고 있을 수 있습니다.
| 번호 | 포지션 | 국적 | 이름                 |
| ---- | ------ | ---- | -------------------- |
| 1    | GK     |      | 후안 파블로          |
| 2    | DF     |      | 후안라               |
| 3    | MF     |      | 카를로스 벨비스      |
| 4    | MF     |      | 디마스 델가도        |
| 5    | FW     |      | 도밍고 시스마        |
| 6    | MF     |      | 초민 나고레          |
| 7    | MF     |      | 마리오 마르티네스    |
| 8    | MF     |      | 세사르 팔라시오스    |
| 9    | FW     |      | 로베르토 플라테로    |
| 10   | MF     |      | 후안 카를로스 모레노 |
| 11   | FW     |      | 하비에르 델 피노     |
| 12   | FW     |      | 아시에르 고이리아    |

| 번호 | 포지션 | 국적 | 이름              |
| ---- | ------ | ---- | ----------------- |
| 13   | GK     |      | 디에고 데 미겔    |
| 14   | FW     |      | 토체              |
| 15   | MF     |      | 펠리페 구렌데스   |
| 16   | FW     |      | 안토니오 과이레   |
| 17   | MF     |      | 하비에르 바르케로 |
| 18   | DF     |      | 에고이츠 하이오   |
| 19   | MF     |      | 후안 케로         |
| 20   | DF     |      | 세르히오 보리스   |
| 21   | MF     |      | 알바로 안톤       |
| 22   | DF     |      | 마누엘 파본       |
| 23   | DF     |      | 세르히오 오르테가 |
| 24   | FW     |      | 고르카 브릿       |

## 역대 감독
| 감독                     | 임기        |
| ------------------------ | ----------- |
| 미겔 앙헬 로티나         | 1993 ~ 1996 |
| 미겔 앙헬 로티나         | 1998 ~ 1999 |
| 프란시스코 로페스 알파로 | 2004 ~ 2005 |
| 파블로 마친              | 2011 ~ 2013 |

틀:CD 누만시아 감독